# Wilhelm von Born (Politiker)
Wilhelm Franz Ernst Andreas von Born (* 2. Juni 1800 in Prenzlau; † 5. Oktober 1876 in Bad Wildungen) war ein deutscher Offizier, Rittergutsbesitzer und Politiker.

## Leben

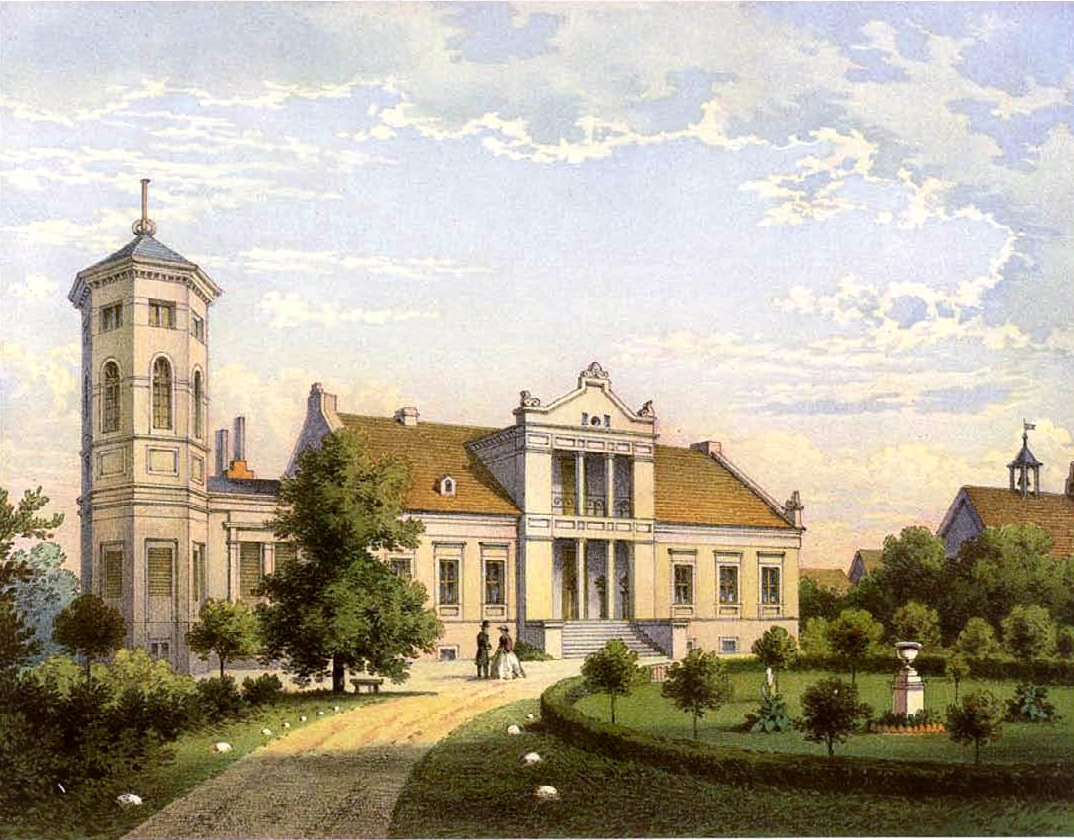
Gut Sienno um 1860, Sammlung Alexander Duncker

Von Born war der Sohn des Majors Wilhelm von Born und dessen Ehefrau, einer geborenen von Knobelsdorf. Er trat 1811 dem Kadetten-Corps in Potsdam bei und wurde 1817 Portepee-Fähnrich im 22. Regiment und am 13. November 1817 Seconde-Leutnant im Alexander-Regiment. Nach dem Besuch der Kriegsschule wurde er am 18. April 1831 zum, Premier-Leutnant beim Alexander-Regiment befördert.
1834 heiratete er seine Cousine Louise von Wulffen, verwitwete von Wedell. Auf eigenen Wunsch wurde er am 14. Dezember 1835 verabschiedet. 1834 erwarb er das heruntergekommene Rittergut Sienno von den Logaschen Erben und lebte danach dort als Rittergutsbesitzer. Es gelang ihm, das Rittergut wirtschaftlich erfolgreich zu führen.
Am 26. August 1846 wurde er Hauptmann, am 16. März 1865 Major, am 14. April 1860 Obrist-Leutnant und am 22. März 1865 Oberst.
Er vertrat politisch konservative Positionen. Ab 1842 war er Kreisdeputierter und Mitglied vieler Ausschüsse und gemeinnütziger Institutionen. Als Besitzer eines landtagsfähigen Rittergutes war er für die Kurie der Vertreter der Ritterschaft im Provinziallandtag der Provinz Posen wahlberechtigt. Auf dem 10. Provinziallandtag vertrat er die Ritterschaft der Kreise Bromberg und Mogilno als Abgeordneter.
Er starb kinderlos und hinterließ sein Erbe gemäß Testament vom September 1870 Friedrich von Fallois unter der (vom Kaiser mit Kabinettsorder vom 17. November 1870 gebilligten) Maßgabe einer Namen- und Wappenvereinigung als „von Born-Fallois“.

## Auszeichnungen
- Johanniter-Orden (1847), Rechtsritter (1856)
- Ritterkreuz des Hohenzollernschen Hausordens (1870)
- Kronen-Orden 3. Klasse (1873)
- Roter Adlerorden 4. Klasse (1854), 3. Klasse (1876)